# Carex brizoides
Carex brizoides es una especie de planta herbácea de la familia de las ciperáceas.

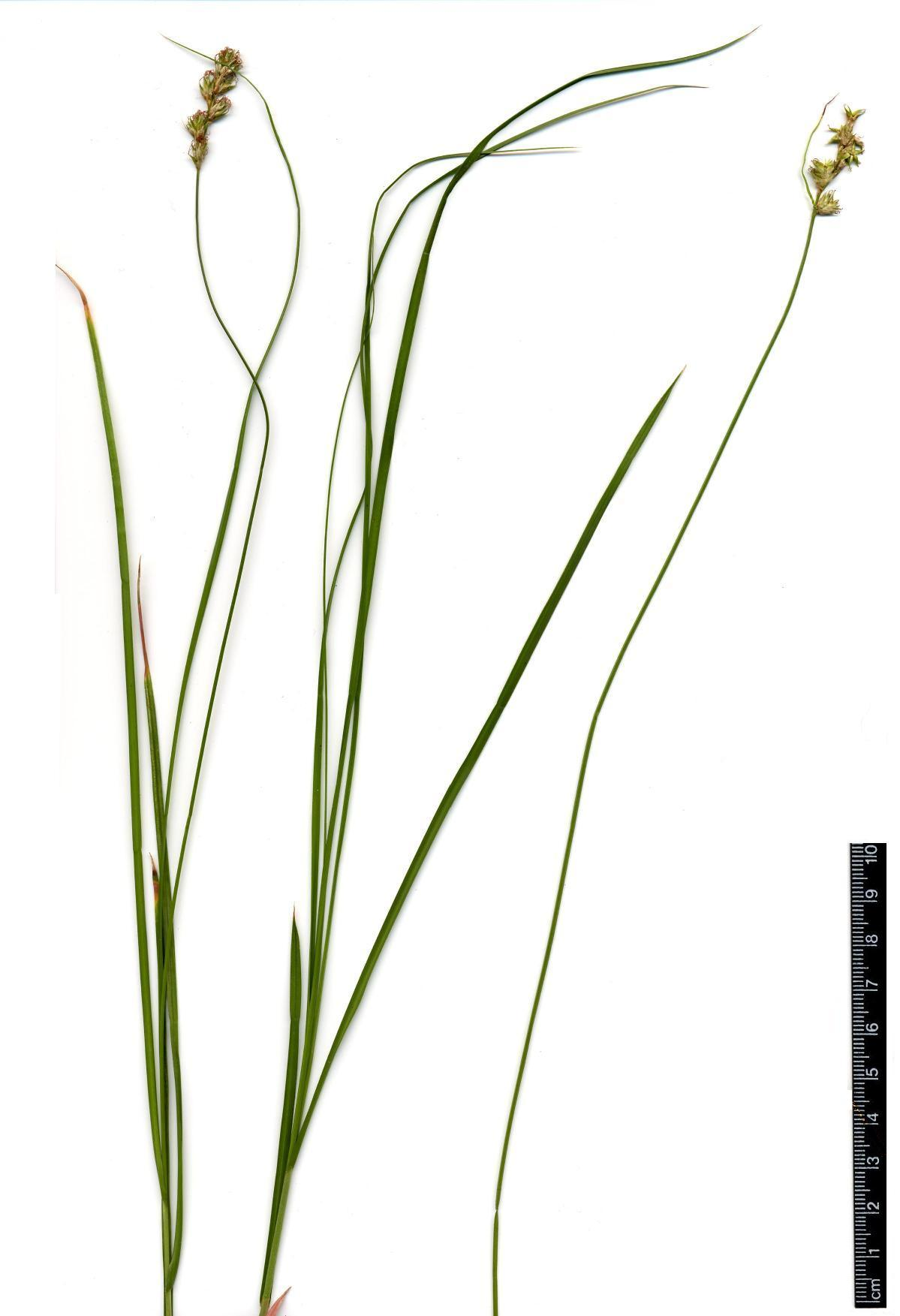
Ilustración

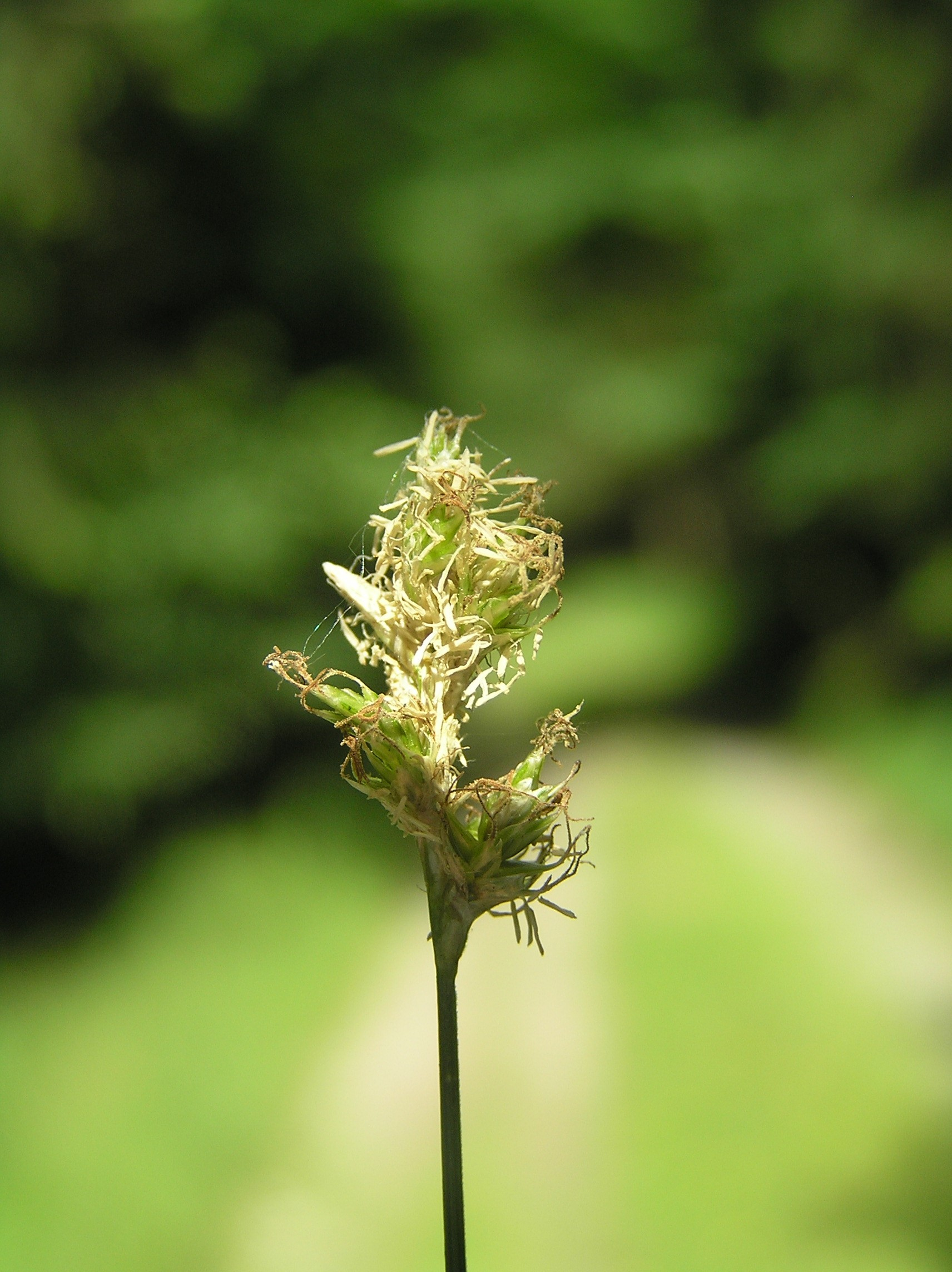
Detalle de la planta

## Descripción
Es una  planta con rizoma de entrenudos muy largos, con tallos que alcanzan un tamaño de 20- 60(100) cm de altura. Las hojas de 1-2,5 mm de anchura, de mayor longitud que los tallos, planas, ásperas en los bordes y nervio medio del envés, blandas; lígula de  con los bordes levantados, de anchura mayor o menor que el limbo, de ápice obtuso o redondeado. Espigas  dispuestas en espiga simple de 1-3,5(5,4) cm, agrupadas, a veces con la espiga inferior separada del resto, en cuyo caso la inflorescencia puede alcanzar hasta 5,8 cm. Glumas ovales, agudas, de color verde pálido o pajizo, las femeninas generalmente mayores que los utrículos.  Aquenios 1,2-1,7 × 0,7-1 mm, de contorno ± elíptico, biconvexos, con la base del estilo persistente en forma de una corta columna. Tiene un número de cromosomas de 2n = 58*.

## Hábitat y distribución
Se encuentra en brezales húmedos; a una altitud de 0-100 metros en el centro de Europa, menos frecuente en el oeste. En la península ibérica se conoce de puntos aislados del norte de España.

## Taxonomía
Carex brizoides fue descrita por Carlos Linneo y publicado en Centuria I. Plantarum ... 1: 31. 1755.
Etimología
Ver: Carex
Sinonimia
- Carex brizoides var. brunnescens Kük.
- Carex enervis Dulac
- Carex gilva Casseb. & Theob.
- Carex praecox J.Jundz.
- Carex psammophila Schur
- Caricina brizoidea (L.) St.-Lag.
- Vignea brizoides (L.) Rchb.
- Vignea psammophila Schur
- Vignea pseudobrizoides Schur
- Vignea pseudoschreberi Schur[3][4]